# Wir wollen niemals auseinandergehn (Lied)

Das Original auf Philips 345 217

Wir wollen niemals auseinandergehn ist der Titel eines langsamen Walzers, der 1959 von Michael Jary für Heidi Brühl komponiert wurde. Den Text schrieb Bruno Balz zusammen mit Gloria de Vos – der ehemaligen Ehefrau und Assistentin des Zauberkünstlers Kalanag. Als Schallplattenaufnahme wurde der Titel in Deutschland ein Nummer-eins-Hit.

## Geschichte
Der Hessische Rundfunk bot 1959 dem Komponisten Michael Jary an, einen Beitrag für den Vorentscheid zum Grand Prix Eurovision de la Chanson 1960 zu liefern. Jary tat sich mit dem Texter Bruno Balz zusammen, mit dem er bereits seit 1938 erfolgreich zusammengearbeitet hatte. Zu Jarys langsamem Walzer schrieb Balz den Text mit der Titelzeile „Wir wollen niemals auseinandergehn“. Balz favorisierte Zarah Leander als Sängerin, da sie bereits in der Vergangenheit vielen Titeln von Jary und Balz zum Erfolg verholfen hatte (Ich weiß, es wird einmal ein Wunder gescheh’n, Davon geht die Welt nicht unter). Jary tendierte hingegen zu einer jüngeren Sängerin, da er sich von deren Publikum mehr Erfolg erhoffte, und schlug die erst 17-jährige Heidi Brühl vor. Den Streit schlichtete schließlich die Jury der Vorentscheidung, die sich für Heidi Brühl entschied.
Die deutsche Vorentscheidung zum Grand Prix fand am 6. Februar 1960 in der Wiesbadener Rhein-Main-Halle statt. Zehn Bewerber standen zur Auswahl, und Heidi Brühl galt als Favoritin. Überraschend gewann nach Juryentscheid jedoch Wyn Hoop mit seinem Beitrag Bonne nuit, ma chérie, während sich Heidi Brühl mit dem zweiten Platz begnügen musste. Beim Grand Prix in London landete Hoop auf Platz vier.
Eine Schallplattenveröffentlichung des Titels Wir wollen niemals auseinandergehn mit Heidi Brühl scheiterte zunächst am Streit zwischen der deutschen Philips, bei der Heidi Brühl unter Vertrag stand, und der GEMA. Erst im März 1960 waren die Verträge ausgehandelt und Produzent Ernst Verch konnte mit der Produktion einer Single mit den Titeln Wir wollen niemals auseinandergehn und Mister Love beginnen. Die Platte mit der Katalog-Nummer 345 217 kam Ende März in den Handel, und der Titel Wir wollen niemals auseinandergehn wurde bereits am 9. April 1960 von der Musikfachschrift Musikmarkt in den Top 50 erfasst. Am 14. Mai stand er erstmals auf Platz eins, wo er sich siebenmal behauptete. Unter den Hits des Jahres nach Hit Bilanz von Günter Ehnert (siehe Literatur) kam der Heidi-Brühl-Song auf den fünften Platz. Die Schallplattenindustrie zeichnete die Single aufgrund ihres Verkaufserfolges mit einer Goldenen Schallplatte aus. Wir wollen niemals auseinandergehn  verkaufte sich alleine in Deutschland über eine Million Mal. In der niederländischen Hitparade kam Heidi Brühl mit der Originalversion auf den fünften Platz.
Die Textzeile „Wir wollen niemals auseinandergehn“ wurde in Deutschland zu einem geflügelten Wort.

## Coverversionen

Coverversion Ring of Gold Forever More in den USA
Coverversion mit Gerd Morell auf Polydor

Aufgrund der Startschwierigkeiten bei Philips kam die erste Single mit dem Titel Wir wollen niemals auseinandergehn bei Telefunken mit Angelina Monti heraus. Von den großen deutschen Plattenfirmen versuchten sich auch Polydor mit Gerd Morell und Ariola mit Macky Kasper an dem Erfolgstitel, doch alle Coverversionen fanden kein Interesse. Die US-amerikanische Plattenfirma Epic Records brachte im Dezember 1960 eine Promotion-Single mit Heidi Brühl heraus, auf der sie ihren Erfolgstitel in der englisch-deutschen Fassung Ring of Gold Forever More sang. Im Januar erschien Ring of Gold in Großbritannien bei Philips. In Finnland wurde eine Single veröffentlicht, auf der die finnische Version En lähde pois von der einheimischen Interpretin Ritva Simuna gesungen wurde. Eine unveröffentlichte Version sang Vivi Bach 1960 in dem Musikfilm Wir wollen niemals auseinandergehn.

## Single-Diskografie
- Heidi Brühl, Deutschland, Philips 345 217
- Heidi Brühl, USA, Ring of Gold Forever More / Immer will ich Dir gehören, Epic 5-9433
- ‚Heidi Bruhl‘, UK, Ring of Gold / I’ll Belong to You Forever, Philips PB.1095
- Gerda Haagen, Deutschland, Prima 19
- Macky Kasper, Deutschland, Ariola 35837
- Angelina Monti, Deutschland, Telefunken 55288
- Gerd Morell, Deutschland, Polydor 24264
- Mady Riehl, Deutschland, Bella-Musica 269
- Ritva Simuna, Finnland, En lähde pois, Triola